# Yousef Salech
Yousef Salech, född 17 januari 2002 i Hellerup, är en dansk fotbollsspelare (anfallare) som representerar Cardiff City.
Salech är född och uppvuxen i Hellerup, och efter spel med Hellerup IK gick han 2021 till Brøndby IF. Han var under sin tid i Brøndby utlånad först till HB Køge och sedan till belgiska SK Beveren. Inför säsongen 2024 gick han till allsvenska IK Sirius. I januari 2025 blev Salech klar för Cardiff City.